# Parc du Belvédère (Pontevedra)
Le parc du Belvédère est un parc public situé dans le quartier Monte Porreiro de la ville espagnole de Pontevedra.

## Localisation
Le parc est situé à l'extrémité ouest du quartier Monte Porreiro de Pontevedra. Il est bordé par les rues Dinamarca et Francia et est très proche du Centre Associé de l'UNED dans la province de Pontevedra.

## Histoire
Le parc a été conçu au début du XXe siècle comme un jardin privé pour l'indiano Casimiro Gómez Cobas, qui revint d'Argentine et acheta le grand ancien domaine appelé Tenencia de San Antonio Abad en 1900, mis aux enchères publiques à la fin du XIXe siècle, et qui rebaptisa la propriété Villa Buenos Aires, en l'honneur de son séjour dans la capitale argentine, où il avait fait une grande fortune,.
Casimiro Gómez a demandé au paysagiste portugais Jacinto de Matos, l'un des plus importants paysagistes portugais de la première moitié du XXe siècle, de concevoir un jardin à l'ouest de son vaste domaine de la Villa Buenos Aires. Jacinto de Matos, propriétaire d'une pépinière à Porto, se consacrait à la conception de jardins, dont plusieurs dans le sud de la Galice. Le paysagiste portugais a conçu un jardin avec une allée centrale flanquée de deux rangées d'arbres. En 1908, le parc était déjà aménagé et au bout de l'allée centrale se trouvait un petit belvédère circulaire avec une structure métallique en fer et couronné d'un dôme, auquel on accédait par six marches en pierre et qui était conçu comme un point de vue sur un promontoire donnant sur le paysage environnant et le Lérez.
Après la Première Guerre mondiale Casimiro Gómez a orienté l'activité de sa propriété Villa Buenos Aires vers une ferme expérimentale qui servait également de pépinière pour des graines sélectionnées de pins et d'eucalyptus. De chaque côté de l'allée centrale du parc conçue par Jacinto de Matos, deux doubles rangées de grands eucalyptus exotiques ont été plantées. Les arbres provenaient de la pépinière Areas de la commune de Tui, créée en 1906 par l'ingénieur forestier Rafael Areses Vidal,,. Des décennies plus tard, avec la disparition du domaine de la Villa Buenos Aires et le développement urbain du quartier Monte Porreiro dans les années 1970, le belvédère sur le Lérez a été complètement transformé, remplaçant la structure métallique par une autre structure en béton, et le parc est devenu un espace public.
À la fin de l'année 2000, le belvédère a été restauré par les élèves de l'école-atelier Monte Porreiro et trois aires de repos avec des bancs en pierre et des chemins ont été créés pour relier le belvédère et la rue Dinamarca. Entre 2006 et 2007, le parc entourant le belvédère a été réaménagé par ces élèves avec l'installation de bancs, de trottoirs, de panneaux d'information et de poubelles, et une aire de jeux pour enfants ainsi qu'un parcours de minigolf ont été créés. L'espace naturel entourant l'allée centrale a également été amélioré avec la création de sentiers, l'intégration de places de parking et la création d'un verger d'arbres fruitiers,.
En 2008, le belvédère a été mis en valeur en tant qu'élément singulier grâce à un nouvel éclairage ornemental. Le belvédère a été éclairé d'une lumière blanche intense, favorisant la vue sur les lieux depuis différents points de la ville.
En 2010, des murs en pierre ont été construits pour soutenir le terrain, un nouveau chemin a été créé qui traverse tout le parc, des arbustes ont été plantés, une piste de BMX a été créée et des terrains de sport avec paniers et buts ont été installés dans la partie inférieure du parc.

## Description

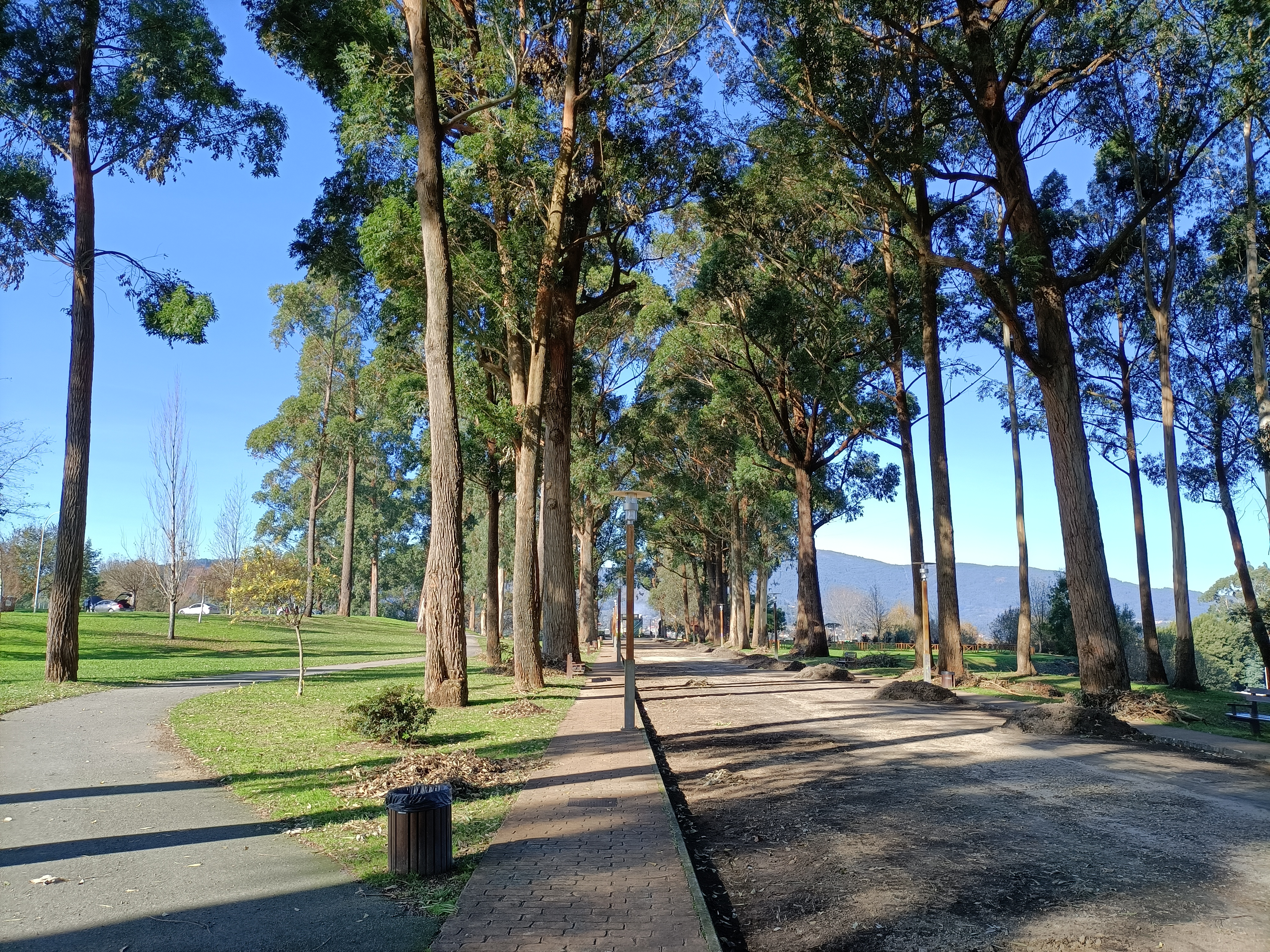
Allée centrale du parc en 2023 avec ses eucalyptus exotiques.

Le parc, presque entièrement délimité par la rue Dinamarca sur tout son périmètre et à l'est par la rue Francia, a une superficie de 60 000 m² et est constitué d'une allée centrale qui commence dans la rue Francia dans le prolongement de la rue Italia. En quelques points épars du parc et autour de la promenade centrale, on trouve une centaine d'eucalyptus exotiques aux troncs épais à la base et aux larges cimes feuillues,. Ces eucalyptus, disposés de part et d'autre de l'allée centrale correspondant à la conception originale du jardin, forment un double alignement et parmi eux se trouvent des espèces de gommier blanc, de gommier rose, de gommier bleu et de bangalay.
L'allée centrale du parc du Belvédère est éclairée par une vingtaine de lampadaires qui donnent accès au belvédère situé à l'extrémité de l'allée qui offre une bonne vue sur le dernier tronçon du fleuve Lérez. Le belvédère actuel est une construction octogonale qui conserve les marches en pierre d'origine et dispose d'une terrasse supérieure avec balustrade à laquelle on accède par un escalier extérieur sur le côté droit. Sur le côté nord-ouest du parc se trouve un parcours de minigolf de 18 trous et une aire de jeux pour les enfants.
À proximité du belvédère se trouve une pergola soutenue par six colonnes de granit, qui abrite un espace avec quatre bancs en pierre. Près de la rue Dinamarca, qui entoure la partie inférieure du parc du belvédère, il y a deux terrains de sport avec des paniers et des buts.
Le parc est le lieu de rencontre par excellence du quartier Monte Porreiro et est également fréquenté par le reste de la population de Pontevedra.

## Galerie d'images

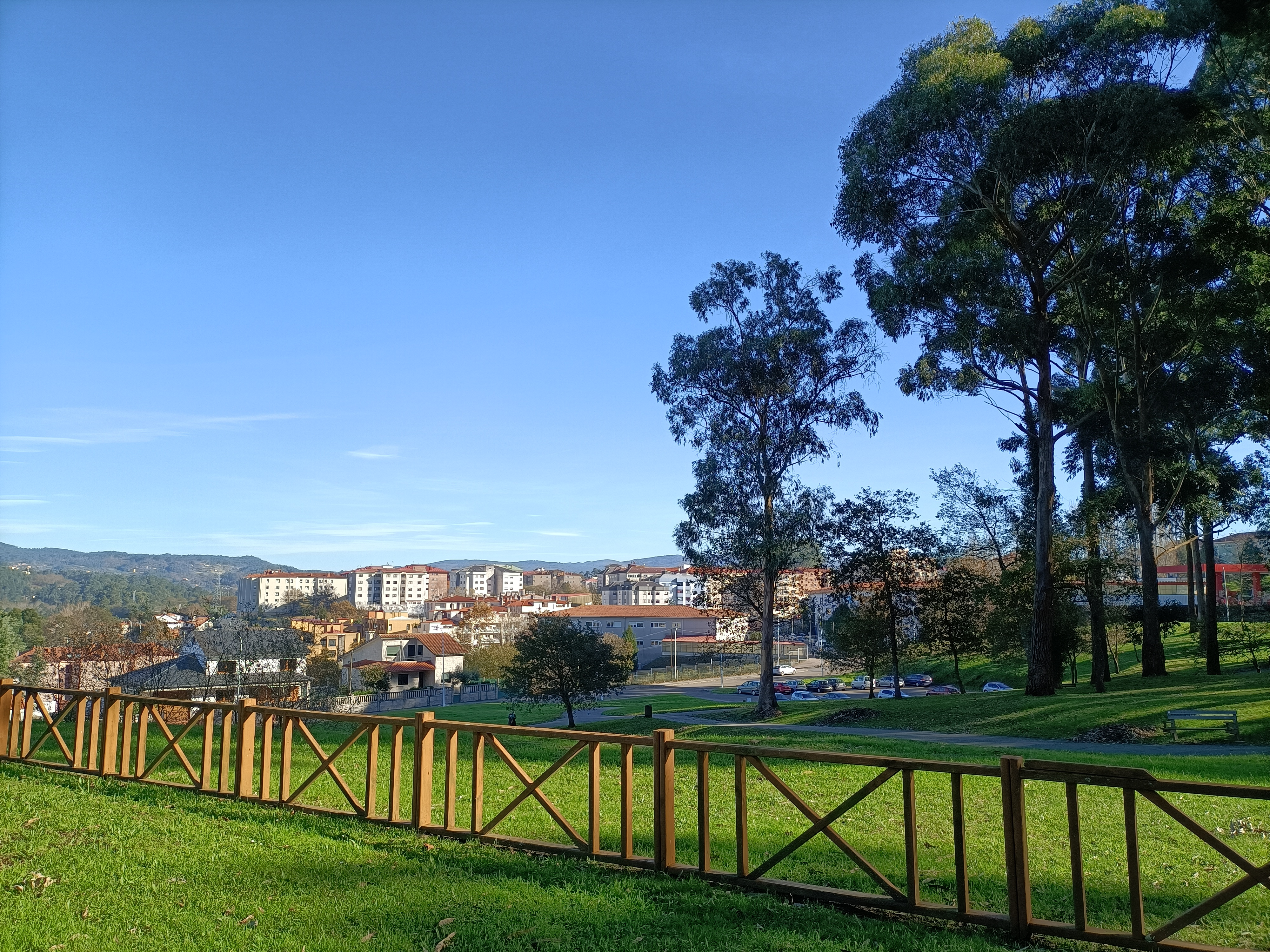
Eucalyptus épars dans le nord-ouest du parc
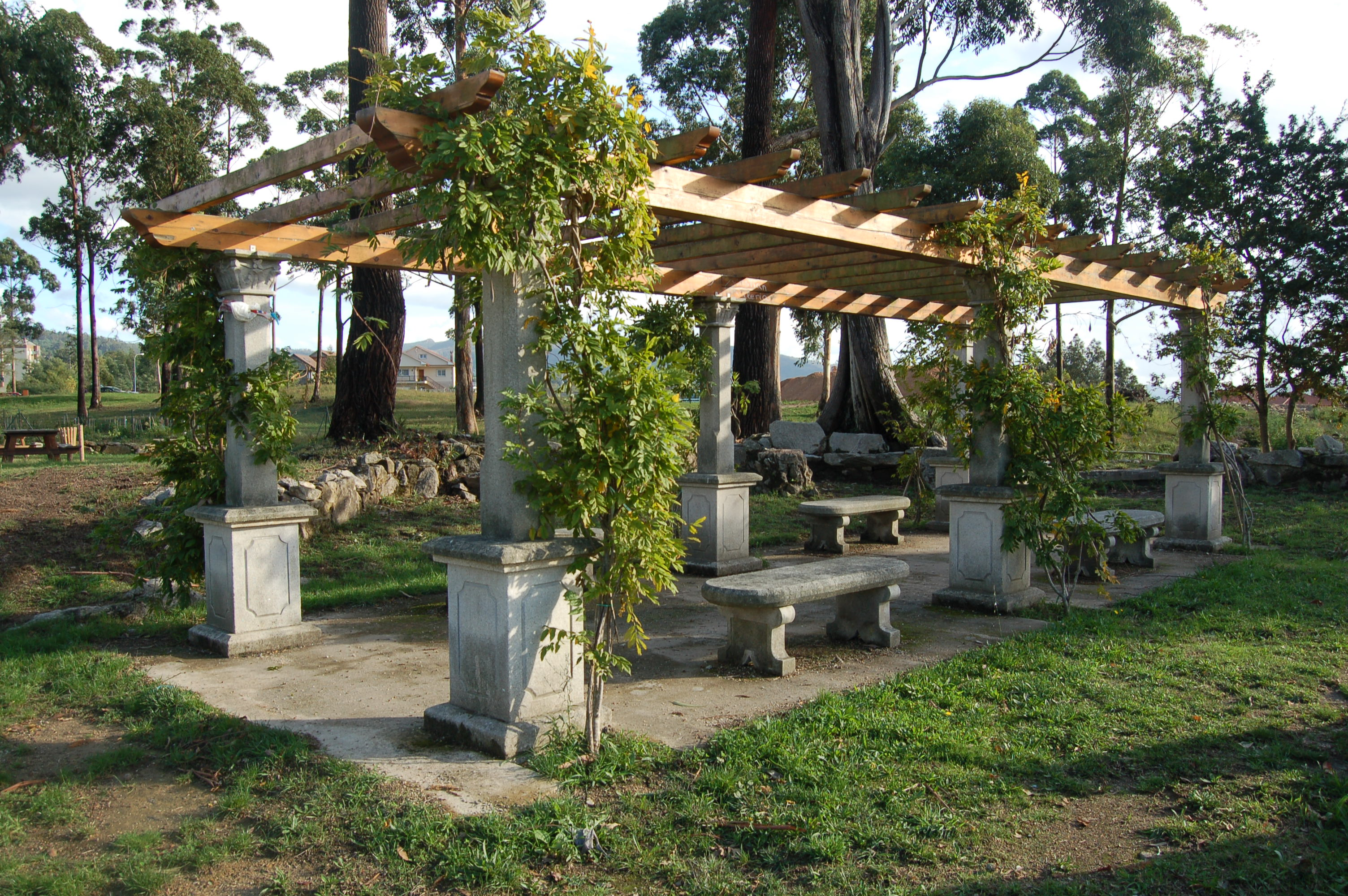
Pergola et bancs
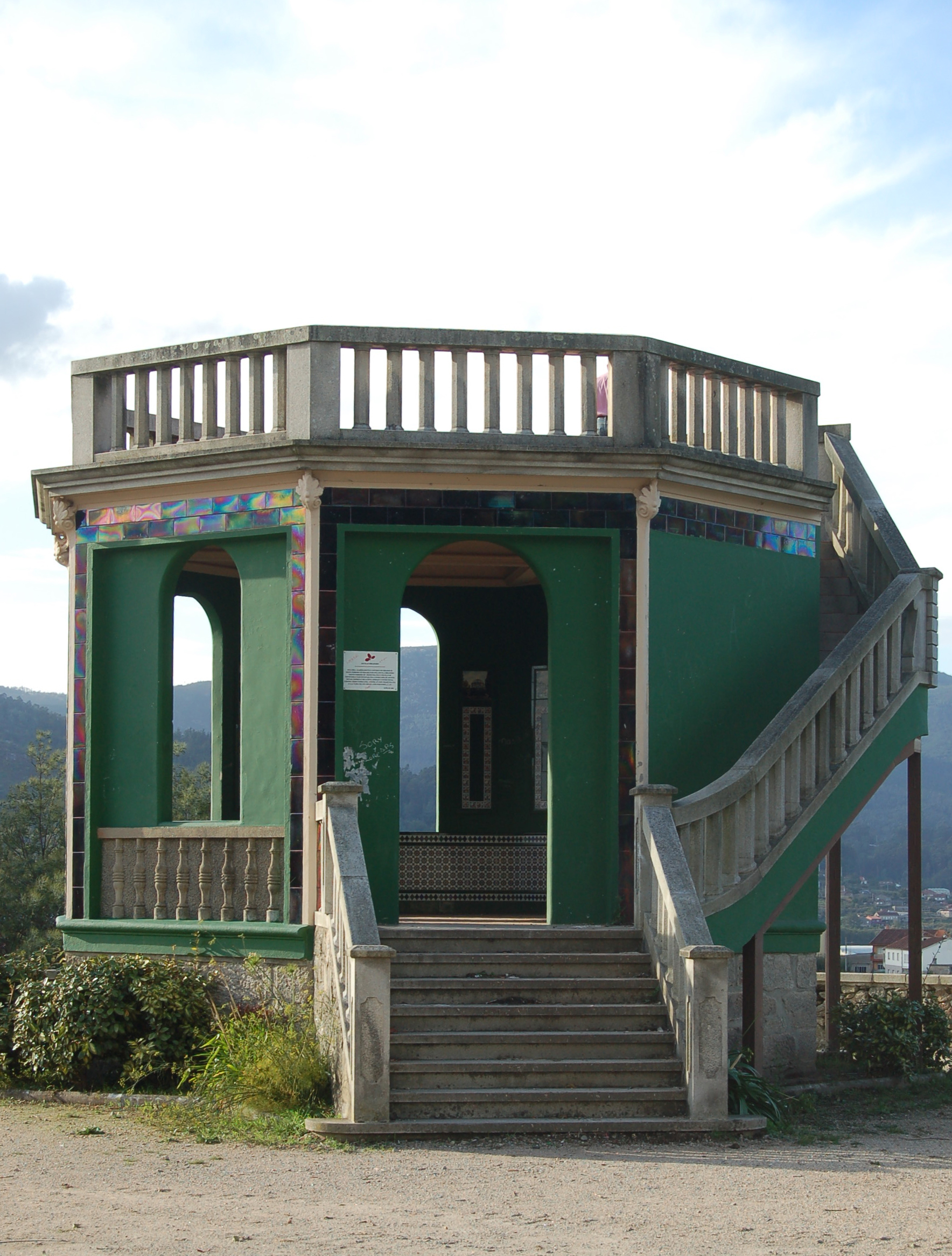
Belvédère au bout de l'allée centrale
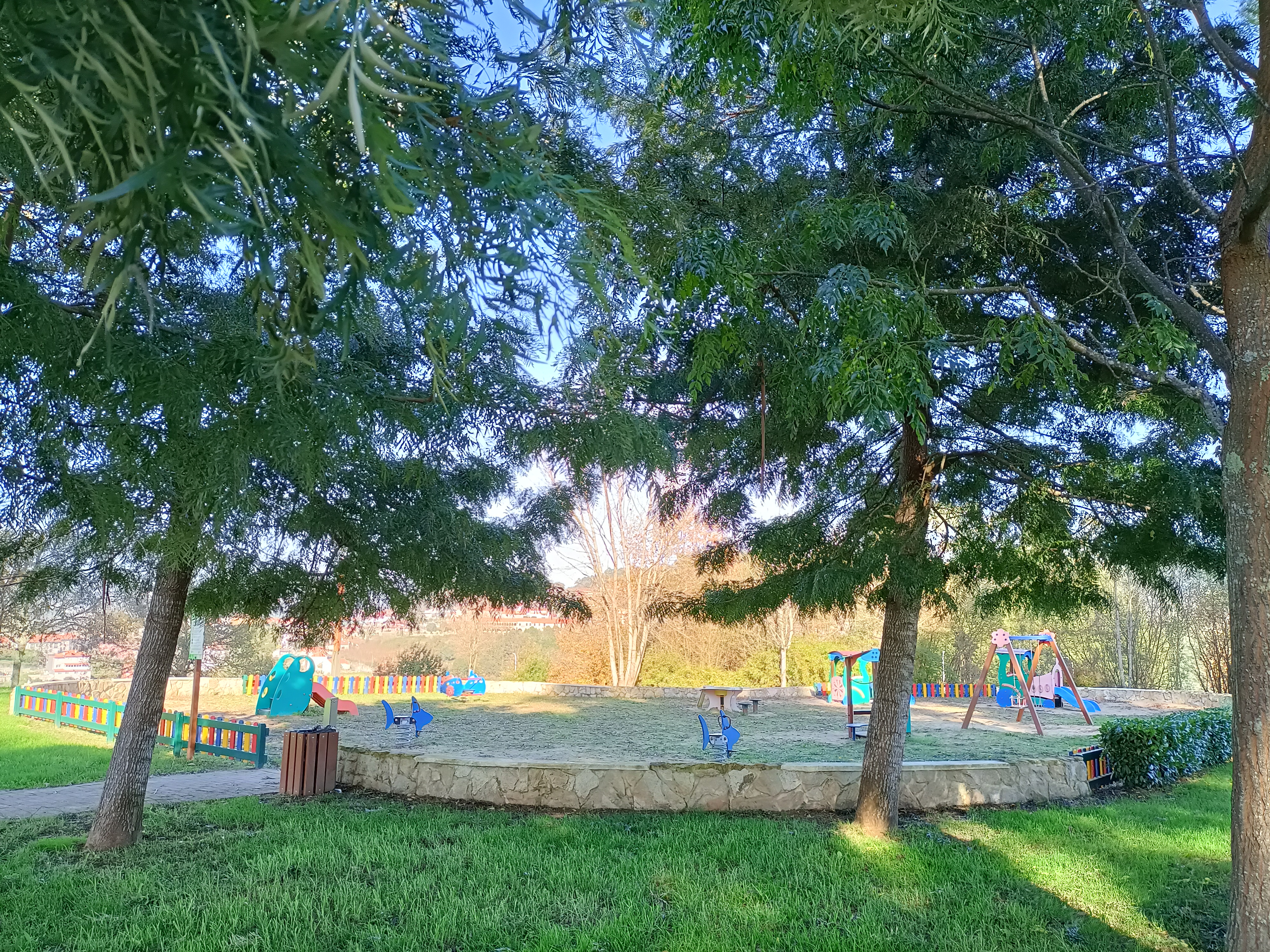
Terrain de jeux pour enfants
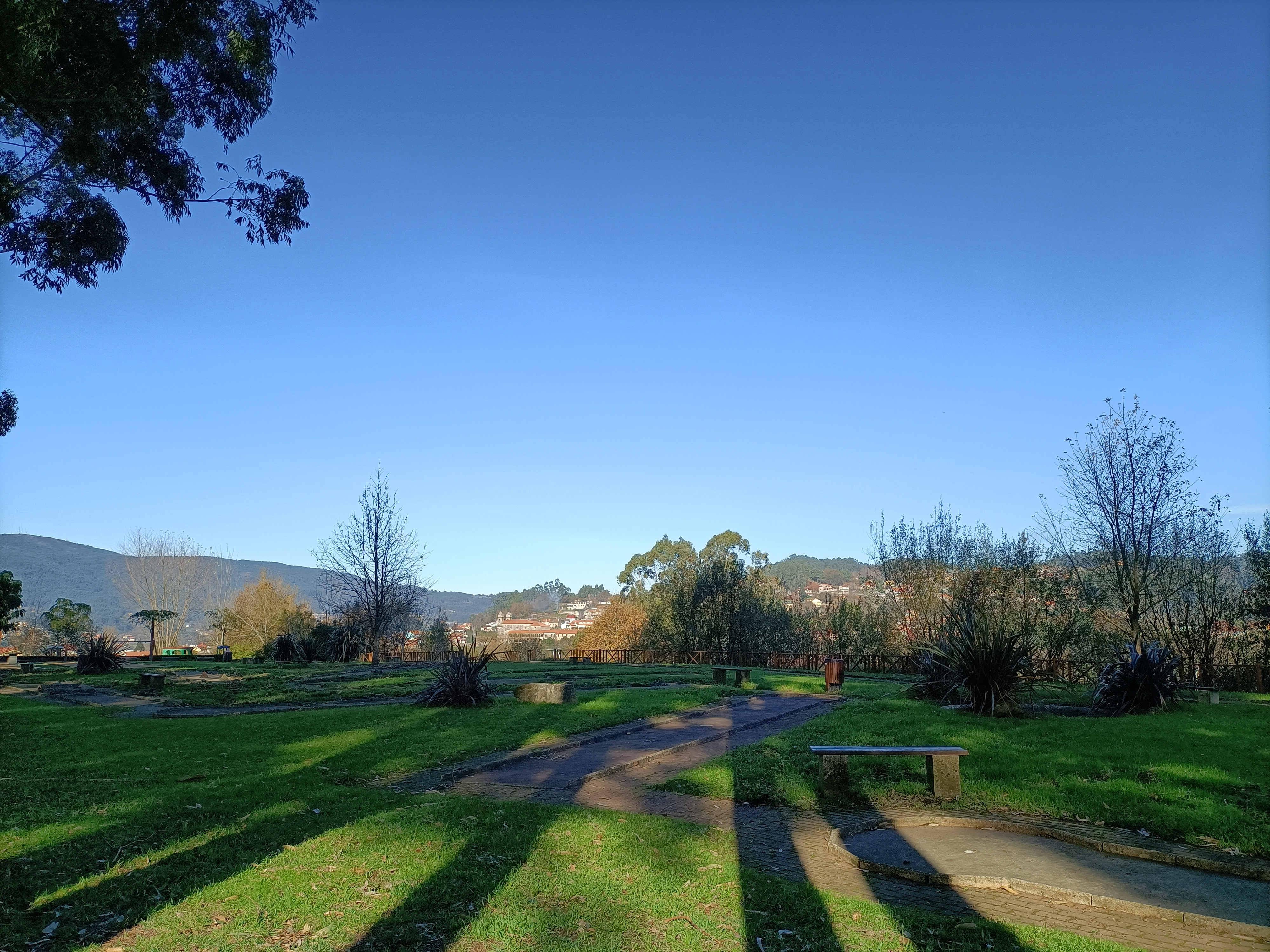
Minigolf
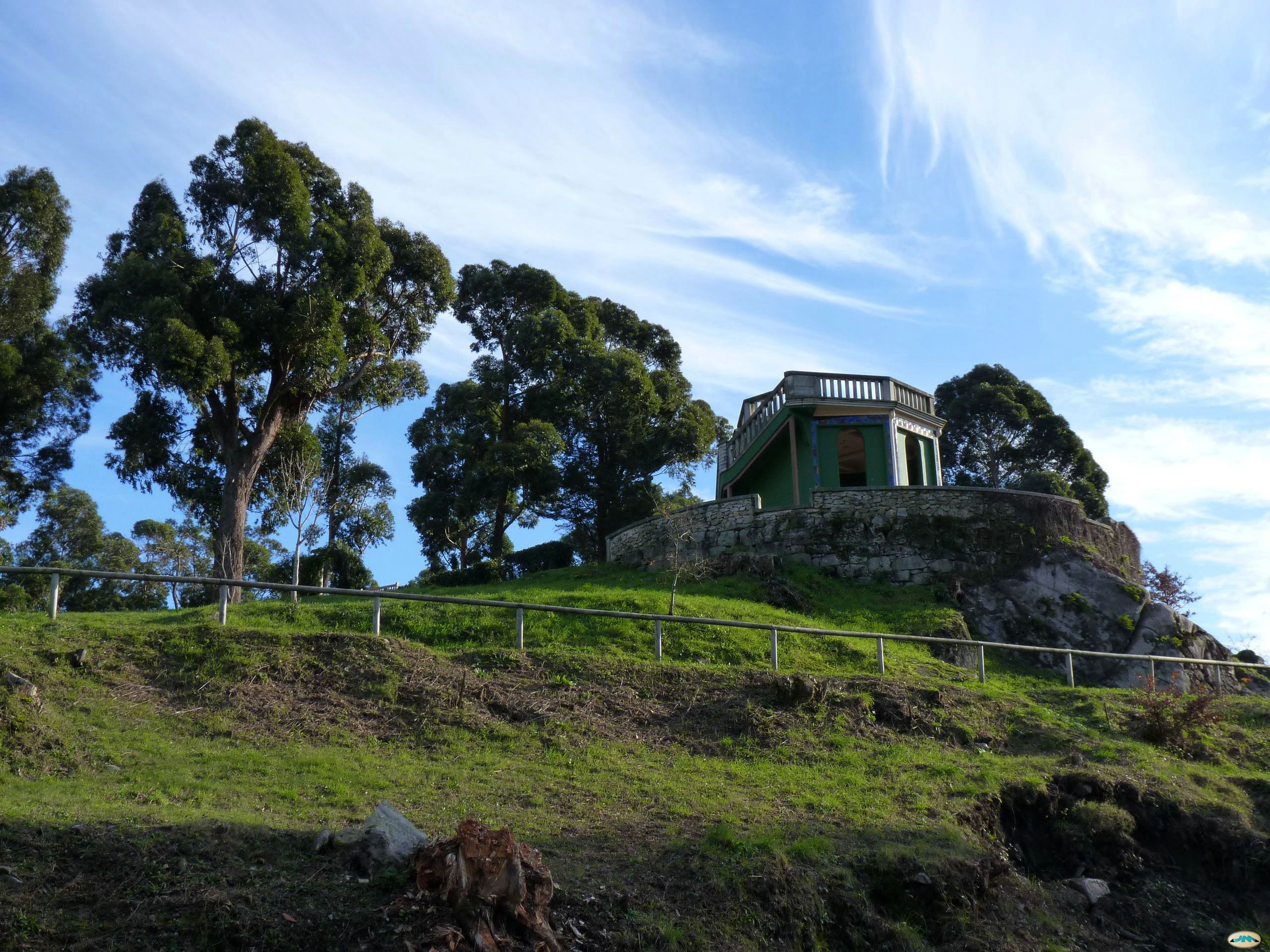
Le belvédère au sommet d'un promontoire
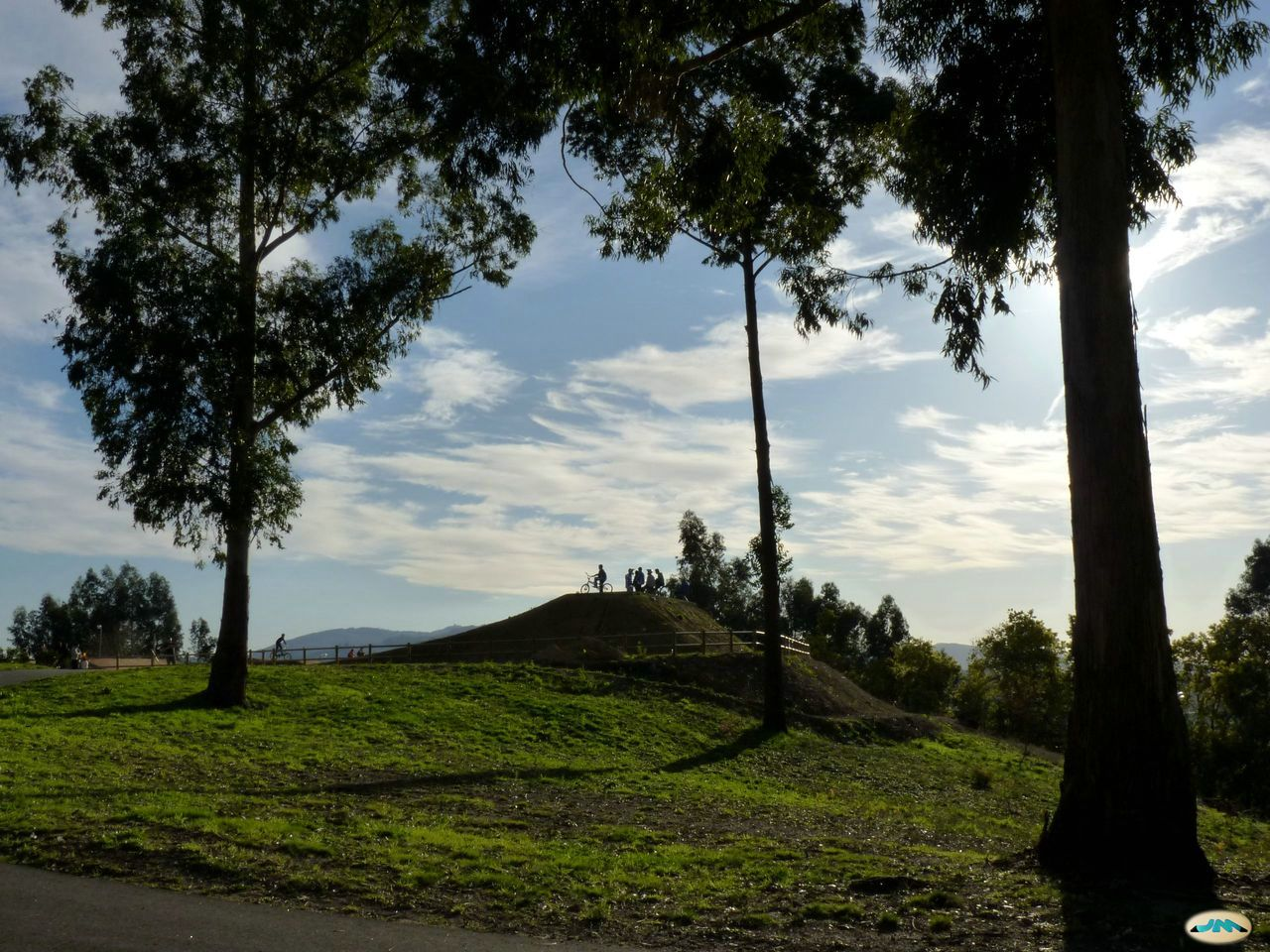
Piste de gymkhana